# Vedin Musić
Vedin Musić (Tuzla, Bosnia y Herzegovina, 11 de marzo de 1973) es un futbolista bosnio que juega de mediocampista en el Treviso de la Serie B.

## Selección nacional
Ha sido internacional con la Selección de fútbol de Bosnia y Herzegovina en 42 ocasiones.

## Clubes
| Club                 | País    | Año        |
| -------------------- | ------- | ---------- |
| Istanbulspor         | Turquía | 1997       |
| Antalyaspor          | Turquía | 1997-2001  |
| Como Calcio          | Italia  | 2001-2003  |
| Modena FC            | Italia  | 2003-2005  |
| Torino Football Club | Italia  | 2005- 2007 |
| Treviso              | Italia  | 2007       |

- Datos: Q1259399